# Merci, Chérie
Merci, Chérie ("Grazie cara") è stata la canzone vincitrice dell'Eurovision Song Contest 1966, scritta da Udo Jürgens e Thomas Hörbiger e cantata, in tedesco (e francese), dallo stesso Udo Jürgens, rappresentante dell'Austria.
È una ballata molto seria; il cantante ringrazia caldamente la propria amante per i bei momenti e ricordi passati, anche se la sta lasciando.
La canzone è stata eseguita come nona nella serata, dopo del Portogallo (con Madalena Iglésias) e prima della Svezia (rappresentata da Lill Lindfors e Svante Thuresson). Alla fine delle votazioni Merci, Chéri ricevette 31 punti, trionfando su diciotto partecipanti totali.
Durante la cerimonia d'apertura della serata finale dell'Eurovision Song Contest 2015 (tenutosi a Vienna), in onore dei 49 anni della canzone di Jürgens, questa è stata rieseguita brevemente a suon di violino, ricordando appunto la prima vittoria dell'Austria nel 1966.